# Susanne Klemm
Susanne Klemm (Zürich, 17 april 1965) is een beeldend kunstenaar, die actief is als sieraadontwerper, edelsmid. en sinds enige jaren ook als brillenontwerper.

## Biografie
Klemm is geboren en getogen in Zürich, waar ze van 1989 tot 1993 een opleiding volgde aan de Hochschule für Kunst und Design. In 1993 kwam ze naar Nederland, waar ze nog twee jaar de Hogeschool voor de Kunsten Utrecht volgde.
In 1995 vestigde Klemm zich in Amsterdam, waar ze sindsdien woont en werkt. Klemm is een van de vaste exposanten van Galerie Ra in Amsterdam. In haar beginjaren heeft ze enige beurzen gekregen van het Fonds BKVB in 1997, 2000 en 2004. Voor het project in 2008 ontving ze van het fonds ook een stimuleringssubsidie.
In 2008 nam Klemm deel aan het Redlight Design Project (RLDA) met andere ontwerpers, waaronder Ted Noten, Gésine Hackenberg en Jantje Fleischhut. Een jaar lang had de gelegenheid haar werk te exposeren achter een voormalig prostitutieraam in het Wallengebied te Amsterdam.

## Exposities, een selectie
- 2003. Kunstuitleen Utrecht, Utrecht.[2]
- 2004. Het Draagbaar Festival, Galerie Jos Art, Amsterdam.[2]
- 2004. Seasons, ringen, ontworpen door Susanne Klemm, Galerie Ra, Amsterdam.[5]
- 2007. Frozen (solo), Galerie Ra, Amsterdam.[2]
- 2007. Sieradenparade, Stedelijk Museum Roermond.[2]
- 2008. Collect, Victoria and Albert Museum, Londen.[2]